# Due (film 2019)
Due (Deux) è un film del 2019 scritto e diretto da Filippo Meneghetti.
Il film è stato selezionato per rappresentare la Francia agli Oscar 2021 nella categoria Oscar per il miglior film in lingua straniera.

## Trama
In una cittadina della provincia francese, le settantenni Nina Dorn e Madeleine Girard, vedova, abitano sullo stesso pianerottolo e si amano da molti anni, all'insaputa di tutti. Madeleine progetta la vendita del suo appartamento per poter partire con Nina alla volta di Roma, ma, quando deve annunciare ai figli Anne e Frédéric il suo trasferimento all'estero, si sente mancare il coraggio, e in seguito comunica all'agente immobiliare le sue incertezze sul da farsi. Tuttavia, a Nina dice che i figli sono stati informati e sono d'accordo con la sua decisione. Poco tempo dopo, parlando con l'agente immobiliare, Nina scopre la verità. In preda alla rabbia attacca Madeleine che, dopo essere rincasata, viene colpita da un ictus che la lascia incapace di parlare e con notevoli difficoltà motorie e cognitive.
Pentita e disperata, Nina prova in tutti i modi a rivederla, non appena rientrata dall'ospedale. Si introduce di notte nel suo appartamento, dove la malata è stata affidata alla badante Muriel, si offre per aiuti e sostegni d'ogni tipo. Un giorno Muriel la sorprende con la signora Girard; Nina impone un patto: d'ora innanzi sarà lei a occuparsi di Madeleine, mentre Muriel verrà pagata per un lavoro che non farà. Scossa per le emozioni condivise con l'amante, Madeleine fugge di casa per essere ritrovata in un parco caro a entrambe. Muriel, licenziata, minaccia vendetta se non riceverà una somma pattuita, che si vede rifiutare. Ora è Anne a prendersi cura della madre, mentre i numerosi servizi resi da Nina la fanno entrare nelle sue grazie. Un giorno, però, vede la madre e Nina raffigurate in una foto di gruppo a Roma, dove si sono conosciute, e dopo ulteriori indagini, inorridita, capisce tutto.
Siccome i tentativi di escludere Nina dalla vita della madre risultano vani, Anne la sistema in una casa di riposo, dove però nota con preoccupazione il suo rapido deterioramento. Anne comprende piano piano quanto quell'amore sia importante per Madeleine, che un giorno digita il numero dell'amata, la quale riesce così a rintracciarla. Nina si reca subito da Madeleine e, approfittando di una passeggiata in cortile, la fa fuggire, sotto gli occhi della figlia, che non interviene. Nina pianifica una frettolosa fuga, ma trova l'appartamento sottosopra e i suoi soldi sono spariti. Anne accorre, picchia alla porta chiedendo disperatamente perdono ad entrambe, mentre le due donne si abbracciano felici.

## Distribuzione
Il film è stato presentato in anteprima il 7 settembre 2019 al TIFF.

## Riconoscimenti
- Festival Premiers Plans d'Angers 2020 
  - Gran premio della giuria

Premio Lumière - 2021
Miglior attrice a Martine Chevallier e Barbara Sukowa
Miglior opera prima
Candidatura a miglior film
Candidatura a miglior regista a Filippo Meneghetti